# 但田家
但田家（ただけ）は綽如の北陸行幸の際に、綽如の護衛が築いた家。

## 解説
綽如が北陸に来た際、綽如の護衛をしていた三郎ともうひとりの護衛が、現在の富山県砺波市庄川町に定住。庄川町青島に住みそれぞれ三郎は森元家、もう1人は但田家を作った。
但田家は、富山県砺波市庄川町青島９６(36.5760211, 136.9877083)に本家を置いていたがその後東新家 中新家 西新家に分かれた。
東新家は庄川町青島82(36.5767061, 136.9877130)中新家は庄川町青島83(36.5766215, 136.9874237)西新家は庄川町青島84(36.576613,136.987022)に所在していたもののその後西新家は断絶。現在は東新家と中新家しか続いていない。